# Petalit
Petalit, takođe poznat kao kastorit, je litijum aluminijum tektosilikatni mineral LiAlSi4O10, koji se kristališe u monokliničnom sistemu. Petalit se javlja kao bezbojni, ružičasti, sivi, žuti, žuto sivi, do belih tabelarnih kristala i stubastih masa. Javlja se u pegmatitima koji sadrže litijum sa spodumenom, lepidolitom i turmalinom. Petalit je važna ruda litijuma i pretvara se u spodumen i kvarc zagrevanjem na ~500 °C i pod pritiskom od 3 kbara u prisustvu guste vodene alkalne borosilikatne tečnosti sa manjom karbonatnom komponentom. Petalit (i sekundarni spodumen formiran od njega) ima manje gvožđa od primarnog spodumena, što ga čini korisnijim izvorom litijuma u, na primer, proizvodnji stakla. Bezbojne sorte se često koriste kao drago kamenje.

## Otkriće i zastupljenost
Petalit je 1800. godine otkrio brazilski prirodnjak i državnik Hoze Bonifacio de Andrada e Silva. Tip lokaliteta: ostrvo Ute, Haninge, Stokholm, Švedska. Ime je izvedeno od grčke reči petalon, što znači list, aludirajući na njegov savršeni rascep.
Ekonomska nalazišta petalita nalaze se u blizini Kalgurlija, Zapadna Australija; Arakujaja, Minas Žerajs, Brazil; Karibib, Namibija; Manitoba, Kanada; i Bikita, Zimbabve.
Prva važna ekonomska primena petalita bila je kao sirovina za staklokeramičko posuđe za kuvanje CorningWare. Korišćen je kao sirovina za keramičke glazure.

## Spoljašnje veze
- Медији везани за чланак Petalit на Викимедијиној остави
- „Petalite”.  (на језику: енглески). 21 (11 изд.). 1911.